# Куре-Рудбар
Куре-Рудбар (перс. كوره رودبار) — село в Ірані, у дегестані Їлакі-є-Арде, у бахші Паре-Сар, шагрестані Резваншагр остану Ґілян. За даними перепису 2006 року, його населення становило 38 осіб, що проживали у складі 11 сімей.

## Клімат
Середня річна температура становить 11,37 °C, середня максимальна – 26,33 °C, а середня мінімальна – -4,10 °C. Середня річна кількість опадів – 446 мм.
| Клімат поселення                              | Клімат поселення | Клімат поселення | Клімат поселення | Клімат поселення | Клімат поселення | Клімат поселення | Клімат поселення | Клімат поселення | Клімат поселення | Клімат поселення | Клімат поселення | Клімат поселення | Клімат поселення |
| Показник                                      | Січ.             | Лют.             | Бер.             | Квіт.            | Трав.            | Черв.            | Лип.             | Серп.            | Вер.             | Жовт.            | Лист.            | Груд.            |                  |
| Середній максимум, °C                         | 8,28             | 7,77             | 9,74             | 14,70            | 20,00            | 24,52            | 26,33            | 26,03            | 21,69            | 18,81            | 12,51            | 8,88             |                  |
| Середня температура, °C                       | 2,33             | 1,84             | 3,81             | 8,76             | 14,06            | 18,58            | 21,80            | 21,49            | 17,16            | 14,26            | 7,97             | 4,34             |                  |
| Середній мінімум, °C                          | −3,61            | −4,1             | −2,12            | 2,84             | 8,12             | 12,64            | 17,26            | 16,96            | 12,62            | 9,74             | 3,43             | −0,2             |                  |
| Норма опадів, мм                              | 36               | 34               | 55               | 58               | 41               | 19               | 12               | 15               | 32               | 50               | 43               | 51               |                  |
| Середньомісячна швидкість вітру, м/с          | 2.10             | 2.45             | 2.51             | 2.63             | 2.20             | 2.05             | 2.34             | 2.16             | 1.85             | 2.00             | 2.04             | 1.98             |                  |
| Середньомісячна сонячна радіація, кДж/м²·день | 7233             | 9708             | 11957            | 16110            | 19906            | 22673            | 23289            | 19929            | 16690            | 11734            | 8823             | 6908             |                  |
| --------------------------------------------- | ---------------- | ---------------- | ---------------- | ---------------- | ---------------- | ---------------- | ---------------- | ---------------- | ---------------- | ---------------- | ---------------- | ---------------- | ---------------- |
| Джерело:                                      |                  |                  |                  |                  |                  |                  |                  |                  |                  |                  |                  |                  |                  |